# Antônio Furquim da Luz
Antônio Furquim da Luz foi um sertanista brasileiro.
O Capitão Antônio Furquim da Luz é estudado por Silva Leme no volume VI página 258 de sua «Genealogia Paulistana». Filho de Estêvão Furquim e de Maria da Luz, casou em  Parnaíba em 1681 com Mécia Vaz Pedroso, filha do Capitão Francisco Pedroso Xavier.
Sertanista dos primeiros descobrimentos, sitiou-se em 1702 no Ribeirão do Carmo Abaixo (Minas Gerais), ao pé do Sumidouro, onde fundou grande fazenda e onde morou com toda sua família.